# 米切手
米切手（こめきって）とは、江戸時代、蔵屋敷が蔵米の所有者に発券した米の保管証明書（蔵預り切手）のこと。蔵米切手（くらまいきって）ともいう。

## 概要
米切手は蔵屋敷を営む商人の財力を裏付けにして発行されたものであり、当時の人々から信用があった。初期の頃、米切手は発行後30日以内に米の蔵出しを行うことが義務づけられていた。また米切手はとても小さく、持ち運びにも便利だった為、現物取引の代用として正米商（正米市場）において売買が行われた。米問屋などはその米切手を購入して蔵屋敷から米を引き取っていたが、徐々に「流通証券」としての性格を持つようになり、為替の代用品として支払に利用されたり、転売が行われるようになった。
一方、諸藩の蔵屋敷の中には、規定期間内に米を取りに来る商人が少ないところもあった。そこで、そういう商人の便宜も図って、翌年以後の将来の収穫分の米切手をあらかじめ発行して、藩の財政赤字を補おうとする藩まで現れた。このため、実際の米の在庫以上の米切手が市中にあふれる状態になり、米切手の不渡りの可能性も出てきた。そこで江戸幕府は、諸藩には米切手の発行規制を、商人たちには米切手の保護策を打ち出した。
明和2年（1765年）には米切手を闕所処分に伴う没収財産の例外とし、安永2年（1773年）には不渡米手形を銀座において買い上げる「官銀買上法」が定められた。
天明2年（1782年）には呉服所御用の後藤家を「米切手改兼帯役」に任じるとともに、米切手に関する訴訟法制を整備した。
幕府の崩壊後、明治政府は自己の正規通貨が流通する妨げになる事を恐れて、明治4年4月4日（1870年5月22日）の太政官達で米切手の流通禁止を命じた。米切手の時代はここに終わったのである。